# Жицький Сергій Васильович
Сергій Васильович Жицький (1980—2022) — старший солдат Збройних Сил України, учасник російсько-української війни, який загинув під час російського вторгнення в Україну.

## Життєпис
Народився 1986 року в м. Київ.
Після закінчення Черкаського політехнічного технікуму працював у сфері обслуговування в м. Черкаси.
Брав участь в АТО на сході України.
З початку російського вторгнення в Україну став на захист України. Був старшим стрільцем взводу 72-ї окремої механізованої бригади імені Чорних Запорожців. 3 травня 2022 був нагороджений орденом «За мужність» ІІІ ступеня. Загинув 8 липня 2022 року унаслідок артилерійського обстрілу противником поблизу м. Бахмута Донецької області.
Похований у м. Черкаси.

## Нагороди
- орден «За мужність» II ступеня (23.12.2022, посмертно) — за особисту мужність і самовіддані дії, виявлені у захисті державного суверенітету та територіальної цілісності України, вірність військовій присязі.[4]
- орден «За мужність» III ступеня (3.05.2022) — за особисту мужність і самовіддані дії, виявлені у захисті державного суверенітету та територіальної цілісності України, вірність військовій присязі.[5]